# Lomtjärnen (Ljusnarsbergs socken, Västmanland, 666120-144129)
Lomtjärnen är en sjö i Ljusnarsbergs kommun i Västmanland och ingår i Norrströms huvudavrinningsområde.